# Кавінський Василь Михайлович
Василь Михайлович Кавінський (нар. 4 січня 1986) — український футболіст, що грав на позиції захисника. Відомий насамперед виступами у складі команд першої ліги «Спартак» і «Прикарпаття» з Івано-Франківська.

## Клубна кар'єра
Василь Кавінський розпочав займатися футболом у дитячо-юнацькій школі «Тепловик-ДЮСШ-3» в Івано-Франківську, з 2000 до 2002 року займався у футбольній школі донецького «Шахтаря». У професійному футболі дебютував у 2003 році в команді першої ліги «Прикарпаття» з Івано-Франківська, проте в перші сезони виступів грав більше у фарм-клубі івано-франківського клубу в другій лізі «Лукор», пізніше «Спартак-2» з Калуша. У сезоні 2005—2006 років Кавінський став основним футболістом івано-франківського «Спартака», та грав у його складі до кінця сезону 2006—2007 років, після чого команду розформували, а футболіст перейшов до новоствореного клубу «Прикарпаття» також з Івано-Франківська, який у цьому році розпочав виступи в першій лізі. У складі новоствореної команди Кавінський грав до кінця 2007 року, після чого футболіст грав у аматорському клубі «Карпати» (Яремче), у складі якого в 2009 році став володарем кубка України серед аматорських команд. На початку 2011 року Кавінський грав у складі аматорської команди «Карпати» (Коломия), а в другій половині 2011 року знову грав у складі івано-франківського «Прикарпаття» вже в другій лізі. У 2012—2013 роках Василь Кавінський знову грав у складі коломийських «Карпат», після дого до 2017 року грав у складі низки аматорських команд Івано-Франківської області.